# Horná Štubňa
Horná Štubňa este o comună slovacă, aflată în districtul Turčianske Teplice din regiunea Žilina. Localitatea se află la altitudinea de 608 m deasupra n.m., se întinde pe o suprafață de 31,388 km2 și în 2017 număra 1.615 locuitori. Se învecinează cu comuna Čremošné.

## Istoric
Localitatea Horná Štubňa este atestată documentar din 1390.

## Demografie
| An:                | 1994 | 2004   | 2014   | 2024   |
| ------------------ | ---- | ------ | ------ | ------ |
| Număr de persoane: | 1578 | 1610   | 1632   | 1627   |
| Diferență:         |      | +2,02% | +1,36% | −0,30% |

| An:                | 2023 | 2024   |
| ------------------ | ---- | ------ |
| Număr de persoane: | 1628 | 1627   |
| Diferență:         |      | −0,06% |

## Personalități născute aici
- Emília Vášáryová (n. 1942), actriță.